# Podocerus darwinii
Podocerus darwinii is een vlokreeftensoort uit de familie van de Podoceridae. De wetenschappelijke naam van de soort is voor het eerst geldig gepubliceerd in 1857 door Bate.